# Tamara Metelka
Tamara Metelka (* 18. August 1972 in Wien) ist eine österreichische Schauspielerin und Dozentin.

## Ausbildung und berufliche Tätigkeiten
Metelka erhielt ihre Schauspielausbildung am Wiener Max Reinhardt Seminar. Von 1994 bis 2005 gehörte sie dem Ensemble des Wiener Burgtheaters an. Im Anschluss war sie als freie Schauspielerin tätig und gastierte unter anderem am Theater in der Josefstadt, am Burgtheater und bei den Festspielen Reichenau. Zudem wirkte Metelka bei zahlreichen Film- und Fernsehproduktionen mit. Ab dem Jahr 2000 übernahm Metelka als Assistentin in der Klasse Adelheid Pillmann einen Lehrauftrag für Atem, Stimme und Sprecherziehung am Max Reinhardt Seminar. 2013 wurde sie dort als Nachfolgerin von Adelheid Pillmann Professorin für Sprachgestaltung.
Sie gehörte als Institutsvorstand dem seit Oktober 2014 wirkenden Leitungsteam des Max Reinhardt Seminars an. Anfang 2020 trat das Leitungsteam des Reinhardt-Seminars zurück. Nach dem Rückzug von Maria Happel als Leiterin des Reinhardt-Seminars übernahm Metelka ab Oktober 2023 interimistisch die Leitung des Seminars.
Sie ist mit dem Burgschauspieler Nicholas Ofczarek verheiratet. Das Paar hat eine Tochter.

## Filmografie (Auswahl)
- 1995: Tatort: Die Freundin (Fernsehreihe)
- 1999: Medicopter 117 – Jedes Leben zählt (Fernsehserie, Folge Die falsche Maßnahme)
- 1999–2004: Kommissar Rex (Fernsehserie, 2 Folgen)
- 2003: Die Rückkehr des Tanzlehrers
- 2003: Schlosshotel Orth (Fernsehserie, Folge Feuer)
- 2003: Alphateam – Die Lebensretter im OP (Fernsehserie)
- 2004: Hurensohn
- 2004: Der Ermittler (Fernsehserie, Folge Schönheitsfehler)
- 2009: Tatort: Kinderwunsch
- 2009: Schnell ermittelt (Fernsehserie, Folge Laszlo Urban)
- 2010: SOKO Wien (Fernsehserie, Folge Die Akte Schweikhart)
- 2014: Bösterreich
- 2018: Zauberer